# Droga wojewódzka 971
Die Droga wojewódzka 971 (DW 971) ist eine 38 Kilometer lange Droga wojewódzka (Woiwodschaftsstraße) in der polnischen Woiwodschaft Kleinpolen, die Piwniczna-Zdrój mit Krynica-Zdrój verbindet. Die Strecke liegt im Powiat Nowosądecki.

## Streckenverlauf
Woiwodschaft Kleinpolen, Powiat Nowosądecki
-  Piwniczna-Zdrój (DK 87)
- Wierchomla Wielka
- Zubrzyk
- Żegiestów
- Żegiestów-Zdrój
- Andrzejówka
- Milik
- Muszyna
- Powroźnik
-  Krynica-Zdrój (DW 981)